# Paracrangon echinata
Paracrangon echinata är en kräftdjursart som beskrevs av James Dwight Dana 1852. Paracrangon echinata ingår i släktet Paracrangon och familjen Crangonidae. Inga underarter finns listade i Catalogue of Life.